# تيم سومرفيل
تيم سومرفيل (بالإنجليزية: Tim Somerville)‏ هو لاعب كرلنغ أمريكي، ولد في 14 سبتمبر 1960 في سوبريور في الولايات المتحدة.

## وصلات خارجية
- تيم سومرفيل على موقع الاتحاد الدولي للكرلنغ (الإنجليزية)
- تيم سومرفيل على موقع اللجنة الأولمبية الدولية (الإنجليزية)
- تيم سومرفيل على موقع أوليمبيديا (الإنجليزية)
- تيم سومرفيل على موقع اللجنة الأولمبية والبارالمبية الأمريكية (الإنجليزية)